# Battito (Fedez)
Battito è un singolo del rapper italiano Fedez, pubblicato il 12 febbraio 2025.
Il brano è stato presentato in gara durante la 75ª edizione del Festival di Sanremo, dove si è classificato al quarto posto al termine della manifestazione.

## Antefatti e descrizione
Il brano, scritto dallo stesso rapper con Alessandro La Cava e Federica Abbate, è prodotto da Nicola Lazzarin, in arte Cripo. Esso, avendo segnato la seconda partecipazione dell'artista al Festival di Sanremo, è stato descritto in una breve intervista in conferenza stampa:

## Promozione
Dopo la conferma del rapper tra i big in gara al Festival di Sanremo 2025, annunciata da Carlo Conti al TG1 il 1º dicembre 2024, il titolo del brano è stato rivelato il 18 dicembre nel corso della finale della diciottesima edizione del concorso canoro Sanremo Giovani.

## Video musicale
Il video musicale, diretto da Byron Rosero, è stato pubblicato in concomitanza all'uscita del brano attraverso il canale YouTube del rapper. Il video vede la partecipazione dell'attrice italiana Irene Guissani, la quale interpreta la depressione.

## Tracce
Testi di Federico Leonardo Lucia, Alessandro La Cava e Federica Abbate, musiche di Alessandro La Cava, Federica Abbate e Nicola Lazzarin.
1. Battito – 3:14

## Formazione
- Fedez – voce
- Nicola "Cripo" Lazzarin – programmazione, produzione

## Classifiche
| Classifica (2025) | Posizione massima |
| ----------------- | ----------------- |
| Italia            | 2                 |
| Svizzera          | 15                |

## Date di pubblicazione
| Paese  | Data             | Formato                      | Etichetta          | Nota   |
| ------ | ---------------- | ---------------------------- | ------------------ | ------ |
| Mondo  | 12 febbraio 2025 | Download digitale, streaming | Warner Music Italy | [ 26 ] |
| Italia | 12 febbraio 2025 | Contemporary hit radio       | Warner Music Italy | [ 4 ]  |
| Italia | 14 febbraio 2025 | 7"                           | Warner Music Italy | [ 27 ] |